# نيكولاس جاي هوف
نيكولاس جاي هوف (بالإنجليزية: Nicholas John Hoff)‏ هو مهندس فضاء جوي ومهندس أمريكي ومجري، ولد في 3 يناير 1906 في موشونمادياروفار ‏ في المجر، وتوفي في 4 أغسطس 1997 في ستانفورد في الولايات المتحدة.

## وصلات خارجية
- نيكولاس جاي هوف على موقع إن إن دي بي (الإنجليزية)